# The Minds of 99 - Tre døgn i Parken
The Minds of 99 - Tre døgn i parken er en dansk koncertfilm fra 2025, der er instrueret af Martin Werner.

## Handling
Filmen følger bandet The Minds of 99, da det spillede tre udsolgte koncerter for publikum i Parken i juni 2024. Det var det første band nogensinde, der optrådte tre gange i Parken for i alt 150.000 mennesker. Filmen viser blandt andet det pres, der ligger på bandet og ikke mindst forsangeren Niels Brandt.

## Medvirkende
- Niels Brandt
- Louis Clausen
- Anders Folke Larsen
- Jacob Bech-Hansen
- Asger Wissing

## Modtagelse
Filmmagasinet Ekko gav koncertfilmen fem stjerner ud af seks mulige og skrev, at det var umuligt ikke at blive revet med "af storheden i landets førende live-band, mens man kan høre hver en tone og samtidig mærke publikums nærvær i den måske bedste danske koncertfilm nogensinde". Også Jyllands-Posten tildelte fem stjerner for filmen, som anmelderen mente var "meget mere end blot en koncertfilm", hvor også forsanger Niels Brandts kamp mod stress og depression blev ærligt skildret.